# Renaison
Renaison är en kommun i departementet Loire i regionen Auvergne-Rhône-Alpes i centrala Frankrike. Kommunen ligger i kantonen Saint-Haon-le-Châtel som tillhör arrondissementet Roanne. År 2022 hade Renaison 3 220 invånare.

## Befolkningsutveckling
Antalet invånare i kommunen Renaison
| Referens: INSEE |